# Championnats d'Europe de slalom (canoë-kayak) 2008
Navigation
2007 2009
Les championnats d'Europe de slalom de canoë-kayak se déroulent à Cracovie (Pologne) du 8 au 11 mai 2008.

## Résultats

### Hommes

#### Canoë
| Event                       | Or                                                                                    | Résultat | Argent | Résultat | Bronze                                                                                                | Résultat |
| Canoë monoplace par équipes | Slovaquie Michal Martikan Alexander Slafkovsky Matej Benus                            | 214.81   | Pologne Krzysztof Bieryt Grzegorz Kiljanek Dawid Bartos                                                        | 218.56   | Allemagne Christian Bahmann Nico Bettge Lukas Hoffmann                                                | 222.78   |
| Canoë biplace par équipes   | Allemagne Marcus Becker Stefan Henze Kay Simon Robby Simon David Schröder Frank Henze | 251.09   | Pologne Marcin Pochwala Pawel Sarna (céiste) Dominik Weglarz Dawid Dobrowolski Dariusz Wrzosek Jaroslaw Miczek | 254.95   | Slovaquie Pavol Hochschorner Peter Hochschorner Peter Skantar Ladislav Skantar Tomas Kucera Jan Batik | 257.75   |
| Canoë monoplace             | Slovaquie Michal Martikan                                                             | 186.91   | Tchéquie Stanislav Jezek                                                                                       | 187.89   | Slovaquie Alexander Slafkovsky                                                                        | 189.73   |
| Canoë biplace               | Slovaquie Pavol Hochschorner Peter Hochschorner                                       | 198.76   | Slovaquie Peter Skantar Ladislav Skantar                                                                       | 207.00   | Italie Andrea Benetti Erik Masoero                                                                    | 207.23   |

#### Kayak
| Event             | Or                                                         | Résultat | Argent                                           | Résultat | Bronze                                                  | Résultat |
| Kayak par équipes | Pologne Dariusz Popiela Grzegorz Polaczyk Mateusz Polaczyk | 204.76   | Italie Diego Paolini Daniele Molmenti Luca Costa | 207.28   | Suisse Michael Kurt Mathias Roethenmund Moritz Luescher | 209.11   |
| Kayak monoplace   | Royaume-Uni Campbell Walsh                                 | 181.63   | Italie Daniele Molmenti                          | 181.76   | Allemagne Fabian Dörfler                                | 182.41   |

### Dames

#### Kayak
| Event             | Or                                                     | Résultat | Argent                                                    | Résultat | Bronze                                                   | Résultat |
| Kayak par équipes | Allemagne Claudia Baer Mandy Planert Jasmin Schornberg | 230.62   | Slovaquie Jana Dukatova Elena Kaliska Gabriela Stacherova | 236.59   | Royaume-Uni Fiona Pennie Louise Donington Laura Blakeman | 253.44   |
| Kayak monoplace   | Tchéquie Stepanka Hilgertova                           | 200.89   | Tchéquie Marie Rihoskova                                  | 201.50   | Tchéquie Irena Pavelkova                                 | 203.97   |